# Симич, Ян-Карло
Ян-Ка́рло Си́мич (серб. Јан Карло Симић; родился 2 мая 2005) — сербский футболист, защитник бельгийского клуба «Андерлехт» и сборной Сербии.

## Клубная карьера
Выступал за юношеские команды немецких клубов «Хегнах», «Штутгартер Киккерс» и «Штутгарт». В 2022 году присоединился к футбольной академии итальянского клуба «Милан». В основном составе «россонери» дебютировал 17 декабря 2023 года в матче итальянской Серии A против «Монцы», в котором отличился забитым мячом.
23 июля 2024 года перешёл в бельгийский клуб «Андерлехт».

## Карьера в сборной
Выступал за юношеские сборные Сербии разных возрастов.
В мае 2022 года в составе сборной Сербии до 17 лет сыграл на юношеском чемпионате Европы в Израиле, забив гол в четвертьфинальном матче против Дании.